# Hansa-Brandenburg W.29
 Hansa-Brandenburg W.29 byl německý dvoumístný jednomotorový plovákový průzkumný letoun z období první světové války.

## Vznik
Návrh na plovákový průzkumný jednoplošník vypracoval koncem roku 1917 Ernst Heinkel pro firmu Hansa-Brandenburg. Ihned byl předložen německé admiralitě, která jej přijala a dala souhlas s jeho výrobou. Přes zimu byl letoun zkonstruován a první let proběhl 27. března 1918.
Stroje vynikaly především svou obratností a ovladatelností a díky poměrně vysoké rychlosti, až 176 km/h, se staly také velmi úspěšnými stíhacími letouny operujícími převážně v Severním moři a oblasti nizozemsko-belgického pobřeží. Některé stroje byly upraveny k nesení pum a staly se tak hrozbou i pro hladinová plavidla a ponorky.
Po válce sloužily letouny i v jiných zemích například ve Švédsku, Nizozemsku, Maďarsku atd. Vzor letounu byl pak použit i jinými firmami a sám Heinkel se k němu několikrát vrátil.

## Popis konstrukce
Letoun byl polosamonosný dvoumístný dolnoplošník s celodřevěnou konstrukcí. Celková konstrukce vycházela z dvouplošníku Hansa-Brandenburg W.12, kde dvě křídla byla nahrazena jedním o něco větším, které se od trupu mírně zvedalo asi do dvou třetin rozpětí, a ke konci se opět snižovalo. V tomto bodě byly uchyceny vnější vzpěry od plováků. Plochý trup byl zúžen a za křídlem se zvedal mírně nahoru. Jako potah byla použita překližka na trupu a plovácích, křídlo bylo potaženo plátnem. Směrové kormidlo bylo umístěno směrem dolů, s odlehčovací ploškou pod trupem. Vodorovná ocasní plocha ležela na hřbetu letadla, čímž se uvolnilo střelecké pole pozorovatele. Ten byl vybaven pohyblivým kulometem Parabellum LMG 14 ráže 7,92 mm. Pilot měl k dispozici dva synchronizované kulomety Spandau LMG 08/15 ráže 7,92 mm, což byla vzduchem chlazená varianta MG 08/15, umístěné na bocích trupu.
První prototyp poháněl řadový šestiválec Benz Bz.III o výkonu 150 k, u druhé série byl použit motor Benz Bz.IIIa o výkonu 195 k. Motory byly chlazeny čelním vodním chladičem. Vrtule pak byla dřevěná dvoulistá.
Na základě konstrukce W.29 na jaře roku 1918 vznikl Hansa-Brandenburg W.33. Jednalo se o zvětšenou kopii s motorem Mercedes D.III.

## Specifikace (W.29)

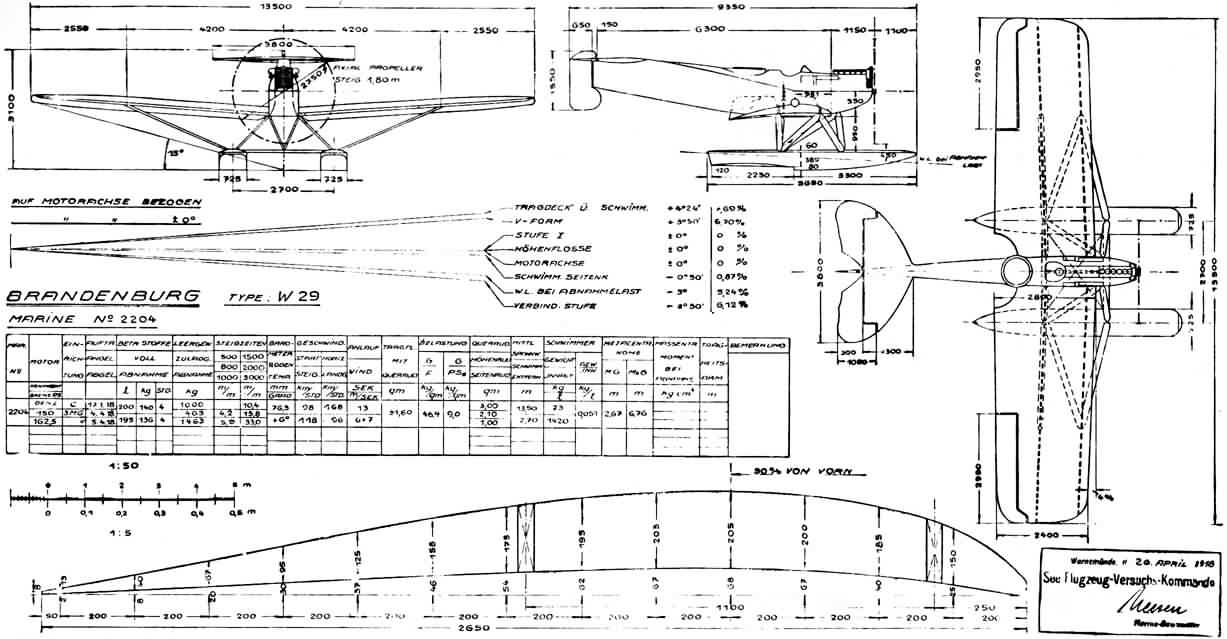
Hansa-Brandenburg W.29 dwg

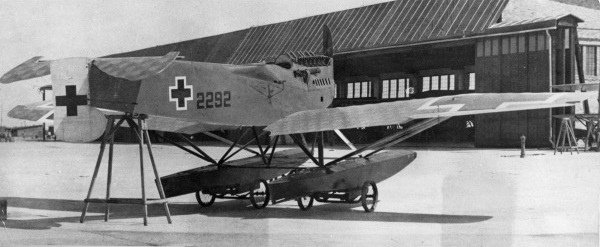
W.29

Údaje dle

### Technické údaje
- Osádka: 2
- Rozpětí: 13,5 m
- Délka: 9,3 m
- Výška: 2,8 m
- Nosná plocha: 31,6 m²
- Hmotnost prázdného letounu: 1 000 kg
- Vzletová hmotnost: 1 460 kg
- Maximální vzletová hmotnost: 1 494 kg
- Pohonná jednotka: 1 × kapalinou chlazený šestiválcový řadový motor Benz Bz.III o výkonu 150 hp[p 1]

### Výkony
- Maximální rychlost: 168 km/h až 176 km/h u země
- Vytrvalost: 4 hod.
- Výstup na výšku 1000 m: 6 min.
- Dostup: 4000 m

### Výzbroj
- 1–2 × pevný synchronizovaný kulomet Spandau lMG 08 ráže 7,92 mm[p 2]
- 1 × pohyblivý kulomet Parabellum MG 14 ráže 7,92 mm